# Бжедугхабль
Бжедугхабль (рос. Бжедугхабль; адиг. Бжъэдыгъухьабл) — аул Красногвардійського району Адигеї Росії. Входить до складу Садовського сільського поселення.
Населення — 1013 осіб (2015 рік).